# Dessert Days
「Dessert Days」（デザート デイズ）は、岸本早未の6枚目のシングル。

## 解説
- 前作から4ヶ月ぶりにリリースされたシングルで連続リリースの1作目。
- 表題曲は6作連続となるGARNET CROWのAZUKI七作詞作品。
- 当時の「Music Freak Magazine」のインタビューにて、本人曰く「自分と重なる部分があり歌詞に共感した」と語っている。また、タイトルにかけて「甘い日々は?」との問いには「今だと思う」と語っている。

## 収録曲
1. Dessert Days
作詞:AZUKI七　作曲:輝門　編曲:豆田将
2. So Many Nights
作詞:岸本早未　作曲:村田浩一・加藤功美　編曲:舛井功
3. 今夜は帰らない
作詞:岸本早未　作曲:川島だりあ　編曲:Bootee
4. Dessert Days (Instrumental)